# Institut national des sciences appliquées de Toulouse
Institut national des sciences appliquées de Toulouse (INSA Toulouse) – francuska politechnika w Tuluzie, zaliczająca się do Grandes écoles.